# Vanilla Sky
Vanilla Sky és una pel·lícula estatunidenca del 2001 de thriller psicològic dirigida per Cameron Crowe, que ha sigut descrita pels crítics com "una estranya barreja de ciència-ficció, romanç, i realitat distorsionada", Ha estat doblada al català.
Es tracta d'un remake de la pel·lícula espanyola Abre los ojos" (1997), escrita per Alejandro Amenábar i Mateo Gil, aquesta nova producció és protagonitzada per Tom Cruise, Cameron Diaz, Penélope Cruz (qui també aparegué en la pel·lícula original en el mateix paper), Jason Llig, i Kurt Russell. En Estats Units, obtingué guanys per prop de 100 milions de dòlars.
En algunes escenes de la pel·lícula, el protagonista esmenta un quadre dit "Cel de Vainilla" (Vanilla Sky), pintat per Monet, i el qual -segons David- era el quadre favorit de la seua mare, aquesta pintura apareix penjada en un mur de la seua habitació, aquest quadre existeix realment, el seu títol és "La Seine à Argenteuil".

## Argument
Vanilla Sky és una cinta en la qual es narra la història de David Aames (Tom Cruise), un jove que té tot el que un home pot desitjar: Dones, diners i poder. Fins que un dia coneix durant la seua festa de natalici, a una xica dita Sofia Serrano (Penélope Cruz) de qui s'enamora instantàniament, fent a un costat a Julianna Gianni (Cameron Diaz), qui fins a aqueix moment creia que tenia una espècie de relació amorosa garantida amb David; la trobada amb Sofia li fa veure a David la necessitat d'assentar-se i de canviar el seu balafiador estil de vida, tot açò en una nit en la qual David descobrix el que és el veritable amor. L'eix principal de la pel·lícula és un tràgic accident automobilístic, provocat per Juliana volent acabar amb la seua vida emportant-se a David amb ella, en el qual David sobreviu però queda deformat facialment. A partir d'eixe moment la vida de David canvia dràsticament per a malament, i David lluitara a com puga per a poder ser feliç, però semblara que la mateixa vida fora un malson de la qual David no es pot alçar, les cares canvien, els dolents records tornen, etc.

## Repartiment
- Tom Cruise: David Aames
- Penélope Cruz: Sofia Serrano
- Cameron Diaz: Julianna "Julie" Gianni
- Kurt Russell: Dr. Curtis McCabe
- Jason Lee: Brian Shelby
- Noah Taylor: Edmund Ventura/Tech Support
- Timothy Spall: Thomas Tipp
- Tilda Swinton: Rebecca Dearborn
- Michael Shannon: Aaron
- Ken Leung: Art Editor
- Shalom Harlow: Colleen
- Oona Hart: Lynette
- Ivana Miličević: Emma
- Johnny Galecki: Peter Brown
- Alicia Witt: Libby

## Nominacions
- Oscar a la millor cançó original 2002 per Paul McCartney per la cançó "Vanilla Sky"
- Globus d'Or a la millor cançó original 2002 per Paul McCartney per la cançó "Vanilla Sky"
- Globus d'Or a la millor actriu secundària per Cameron Diaz